# استاری آلدار
استاری آلدار (انگلیسی: Stary Aldar) یک شهرک در شهرستان یانائولسکی استان باشقیرستان کشور روسیه است.